# Kavicskő
A kavicskő vagy konglomerátum az üledékes kőzetek csoportjába tartozó kőzetféle. Általában a kiinduló kőzet feldarabolódása után a szállítódás során lekerített szemcsékből álló, cementálódott extrabazinális üledék. Szemcsemérete 20 centiméter és 2 milliméter közti. A konglomerátum szó jelentése is erre utal, mivel a fogalmat a különböző eredetű elemek halmazára használjuk általában.

## Jellemzői
Ahhoz, hogy kavicskőnek tekintsünk egy kőzetet, három jellemző tulajdonságot kell mutatnia.
1. Alkotórészeinek legalább 50%-a a kavics mérettartományba kell essen.
2. Szemcséinek alakja kerekített.
3. Cementáló anyaggal összefogottnak, azaz összeállónak kell lennie.

Amennyiben a feltételek nem teljesülnek, a kőzetnek más a neve. Kisebb szemcseméret esetén homokkő, nagyobbnál görgeteg a neve. Ha nem éri el az 50%-ot a kavics aránya, akkor a többségben lévő alkotórész alapján megnevezett kavicsos kőzet. Ha nincs cementálódva, akkor kavics, és ha nem lekerekített a törmelék, akkor törmelékkő.

## Típusai
A kavicsköveket a szemcseméretbeli osztályozottság, a kavicsfrakció aránya, a keletkezési körülmények és a cementáló anyag típusa alapján lehet csoportosítani. Ha a kavicsfrakción kívüli alkotók nem haladják meg a 15%-ot (vagy 20%), akkor parakonglomerátum, 15(20) és 50% között orthokonglomerátum a neve. Az orthokonglomerátumok esetében a kőzet nevének tartalmaznia kell a kötőanyag jellegére utaló jelzőt (például agyagos konglomerátum). A kötőanyag neve mátrix. Az orthokonglomerátumok mátrixvázúak, vagyis a kavicsfrakció szemcséi nem, vagy csak ritkán érintkeznek egymással.
Az extrabazinális kavicskő extraformációs (vagy exotikus), az intrabazinális pedig intraformációs (vagy endotikus). Az extraformációs kavicskövekben a kavicsok mindig vegyes származásúak, az intraformációsban azonban egyetlen kőzettestben előforduló kőzetanyagok jellemzőek.

## Keletkezése
Az üledékes kőzetek régi rendszerezése alapján a törmelékes üledékek közé tartozik, az újabb osztályozás szerint legtöbbször extrabazinális eredetű. A két név együtt utal a keletkezési körülményekre: az eredeti kőzet felaprózódása és szállítódása után egy üledékgyűjtő medencében  felhalmozódik, majd valamilyen cementáló anyaggal átitatódva kőzetté válik. Intrabazinális (azaz helyben képződő, reziduális) csak a tengerpartok hullámverési övében lehet. A szállítást a három lehetséges közreműködő erő közül a víz végzi. A szél már kevéssé szállítja a kavics méretű törmeléket, a jég pedig nem kerekíti le. Előfordulnak szélformált maradványkavicsos kőzetek is, ezek mindig felismerhetők arról, hogy csak egy oldaluk kimunkált. Ez az oldal általában lapos (dreikanter). Maradványkavics emellett például a mészkövek lepusztulása vagy visszaoldódása során hátramaradó tűzkőgumós kavics.
A kavicskő gyakori kőzete a hordalékkúpoknak.